# Lola Mascarell
Lola Mascarell (Valencia, 1979) es una profesora, periodista y escritora española.

## Biografía
Profesora de Lengua y Literatura en un centro de enseñanza secundaria de su ciudad natal, ha estado vinculada con la creación literaria desde muy joven. En 2008 comenzó a dirigir el taller de narrativa de la Universidad Politécnica de Valencia, donde permaneció hasta 2012. Su primera obra fue un poemario, Mecánica del prodigio (Pre-Textos, 2010), al que siguió un ensayo, Palabras en el yunque: memorias de un taller de escritura (2012). Con su segundo poemario, Mientras la luz, ganó en 2012 el XIII Premio Internacional de Poesía Emilio Prados, dotado con 6.000 euros y la publicación de la obra en la editorial Pre-Textos (2013). Ese mismo libro recibió el premio Premios Ciudad de Alcalá en el año 2014 Su tercer libro de poemas, Un vaso de agua (Pre-Textos), se publicó en octubre de 2019.
El crítico literario J. Ricart señaló sobre la obra premiada que resultaba de un proceso de «sabia decantación lingüística  y ordenación formal», donde el conjunto es un «total indisoluble» donde las partes guardan plena relación entre sí y con toda la obra al mismo tiempo, recuperando una poesía de ideas e imágenes. Carlos Marzal, miembro del jurado del premio, subrayó que se trataba de «un libro que celebra la existencia», y para el poeta Pablo García Baena proyectaba «una contemplación serena de los días», sin tragedia.